# Zgornje Negonje
Zgornje Negonje je naselje u slovenskoj Općini Rogaškoj Slatini. Zgornje Negonje se nalazi u pokrajini Štajerskoj i statističkoj regiji Savinjskoj. 

## Stanovništvo
Prema popisu stanovništva iz 2002. godine naselje je imalo 141 stanovnika.